# کمربند تایهیو

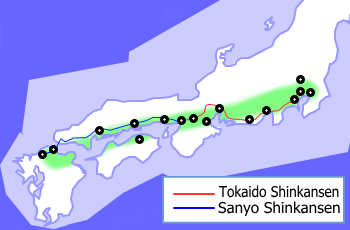
نقشه کمربند تایهیو، نشانگر خطوط ریلی توکایدو و سانیو شینکانسن.

کمربند تایهیو (太平洋ベルト، Taiheiyō beruto) که «کمربند اقیانوس آرام» و «دالان توکایدو» نیز نامیده می‌شود ناحیه‌ای شامل زنجیره‌ای از شهرهای بزرگ در ژاپن است که از استان ایباراکی در شمال شرق تا استان فوکوئوکا در جنوب غرب به درازای ۱۲۰۰ کیلومتر امتداد دارد. جمعیت این منطقه اَبَرشهری حدود ۷۴٫۷ میلیون نفر است.
کمربند شهری تایهیو عمدتاً در امتداد سواحل ژاپن در کنار اقیانوس آرام ادامه دارد و به این خاطر به آن کمربند تایهیو گفته می‌شود زیرا تایهیو در زبان ژاپنی به معنای اقیانوس آرام است.
کمربند تایهیو در کنار اقیانوس از منطقه کانتو تا اوساکا و دریای داخلی ستو (از هر دو طرف) تا فوکوئوکا کشیده شده‌است و در امتداد گذرگاه ریلی توکایدو-سانیو متمرکز شده‌است. نمای ماهواره‌ای از ژاپن در شب به وضوح یک نوار نسبتاً متراکم و پیوسته از نور را نشان می‌دهد که همان کمربند تایهیو است.
جمعیت زیاد این منطقه به‌ویژه به دلیل وجود دشت‌های بزرگ کانتو، کانسای و نوبی در این منطقه است که ساخت و ساز را تسهیل می‌کند. اگرچه کمربند تایهایو اکثریت جمعیت ژاپن را شامل می‌شود، اما ارجاعات به این واژه در ژاپن عمدتاً ماهیتی اقتصادی یا منطقه‌ای دارند. این اصطلاح اولین بار در سال ۱۹۶۰ در گزارش کمیته فرعی کمیسیون اقتصادی که برای دو برابر کردن درآمد ملی تشکیل شده بود، استفاده شد.
به غیر از استان میاگی، تقریباً تمام صنایع تولیدی کشور در این منطقه قرار دارد که ۸۱ درصد از تولید اقتصادی کشور در سال ۲۰۰۷ (حدود ۴ تا ۵ تریلیون دلار) را تشکیل می‌دهد.
کمربند تایهیو به‌طور خاص توسط وزارت بازرگانی و صنعت بین‌المللی ژاپن به عنوان استان‌های زیر تعریف شده‌است: ایباراکی، سایتاما، چیبا، توکیو، کاناگاوا، شیزوئوکا، آیچی، گیفو، میه، اوزاکا، هیوگو، واکایاما، اوکایاما، هیروشیما، یاماگوچی، فوکوئوکا و اوئیتا.
دریای ژاپن دارای رشته‌ای از شهرها است که بسیار کمتر توسعه‌یافته‌اند. به این منطقه ابرشهری «اورا-نیپون» (裏日本) گفته می‌شود که به معنی «منطقه داخلی ژاپن» است. اورا-نیپون از آکیتا تا یاماگوچی به مسافت هزار کیلومتر امتداد دارد.
واژه اورا-نیپون اغلب در مقایسه با اصطلاح کمربند تایهیو به‌کار می‌رود. خط شینکانسن در جنوب (و غرب) توکیو مسیری از میان شهرهای این دو کمربند را دنبال می‌کند.

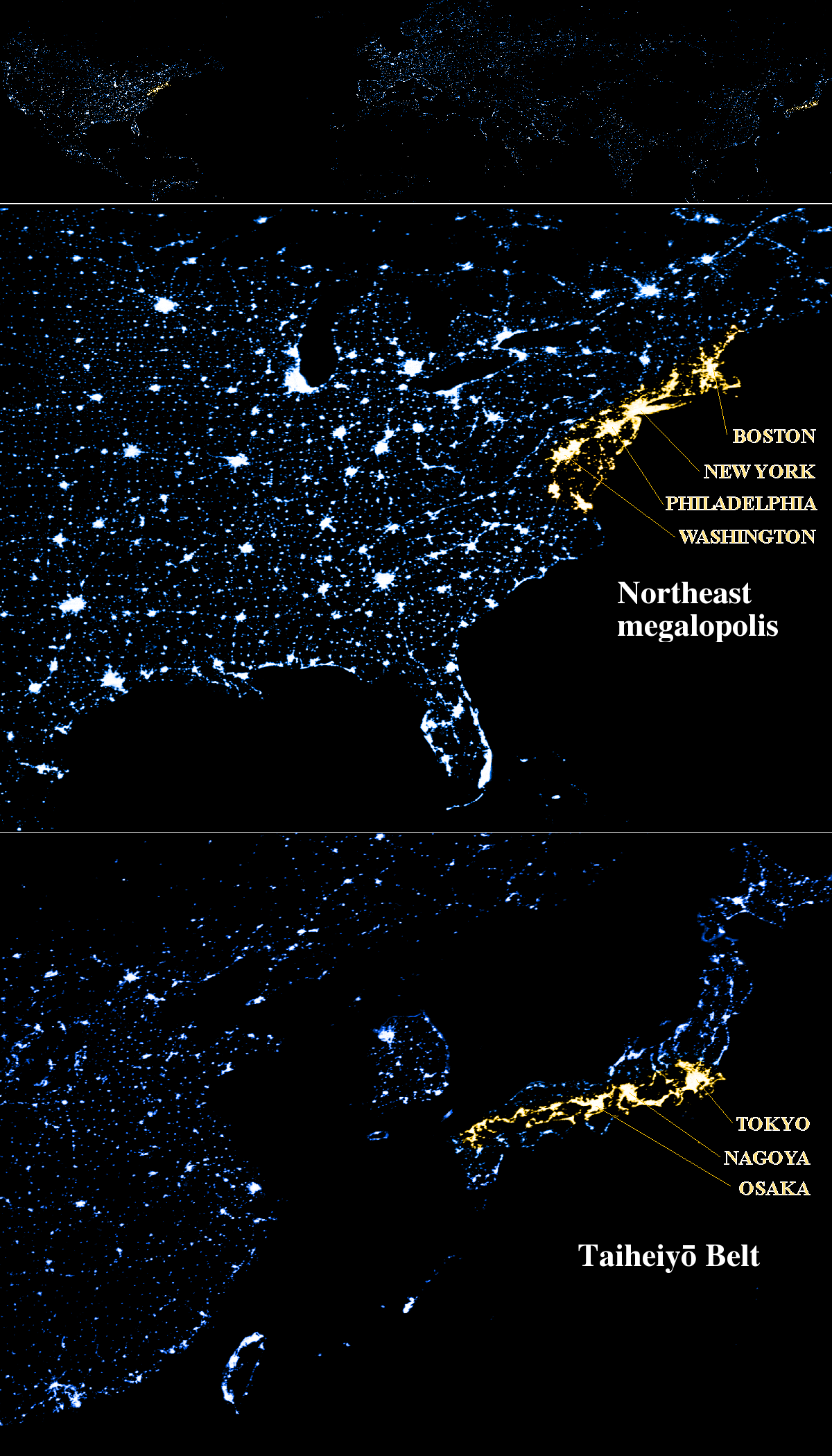
مقایسه دید شبانه ماهواره‌ای از منطقه اَبَرشهری شمال شرق آمریکا (تصویر بالا) با کمربند تایهیو (تصویر پایین).

شهرهای اصلی کمربند تایهیو.